# ماجدة نور الدين
ماجدة نور الدين كاتبة وممثلة مصرية من مواليد 2 نوفمبر 1959، تخرجت من المعهد العالي للفنون المسرحية، وأتيحت لها فرصة البطولة السينمائية بعد زواجها من المنتج والممثل سامي العدل في عدد من الأفلام، منها: (الدكتورة منال ترقص، طعمية بالشطة، مجانينو)، لكنها اتجهت إلى المسرح وعملت بمسرحيات كثيرة كان أبرزها: (سجن النساء، وجع دماغ، تيجي نلعبها)، ثم قررت في النهاية اعتزال التمثيل.
كان زواج سامي العدل من ماجدة نور الدين هو زواجه الثالث بعد الزيجة الأولى من الفنانة عفاف رشاد ثم انفصلا، والثانية كانت من الفنانة نادية شكري. أنجبت ماجدة من سامي العدل بولدين (أحمد وخالد)، وقال سامي العدل عن زواجه من ماجدة أنه أنتج لها فيلماً واحداً، «الدكتورة منال ترقص» إخراج سعيد مرزوق عن طريق شركة «العدل جروب» التي يملكها هو وأخواته في التسعينيات  وفشل الفيلم تجارياً، وقررت أن تعمل بالصحافة.
كان حصيلة أعمالها الفنية بعد اعتزالها 28 عملاً: 17 فيلماً – 4 مسرحيات – 7 أعمال تلفزيونية.

## قائمة أفلامها
فيلم «القطط السمان» من إخراج حسن يوسف عام 1978
فيلم «بريق عينيك» للمخرج محمد عبد العزيز عام 1982
فيلم «المحاكمة» للمخرج نادر جلال عام 1982
فيلم «الغيرة القاتلة» للمخرج عاطف الطيب عام 1982
فيلم «حادث النصف متر» للمخرج أشرف فهمي عام 1983
فيلم «كوم الشقافة» للمخرج إسماعيل حسن عام 1986
فيلم «فتوات السلخانة» للمخرج ناصر حسين عام 1989
فيلم «مولد وصاحبه غايب» للمخرج ناصر حسين عام 1990
فيلم «سلم لي على سوسو» للمخرج ناصر حسين عام 1990
فيلم «مذبحة الشرفاء» للمخرج ناصر حسين عام 1991
فيلم «القانون لا يعرف الحب» للمخرج إبراهيم عرايس عام 1991
فيلم «الدكتورة منال ترقص» للمخرج سعيد مرزوق عام 1991
فيلم «الطريق لمستشفى المجانين» للمخرج ناصر حسين عام 1992
فيلم «مجانينو» للمخرج عصام الشماع عام 1993
فيلم «طعمية بالشطة» للمخرج عبد اللطيف زكي عام 1993
فيلم «كارت أحمر» للمخرج أسامة الكرداوي عام 1994

## وصلات خارجية
- ماجدة نور الدين على موقع ترند
- ماجدة نور الدين على موقع البلد
- ماجدة نور الدين على موقع السينما
- ماجدة نور الدين على موقع دهليز
- ماجدة نور الدين على موقع IMDB
- ماجدة نور الدين على موقع كاروهات